# Gunnel Werner
Gunnel Birgitta Werner, född 16 december 1941 i Värnamo, död 5 juni 2020 i Oscars distrikt, Stockholm, var en svensk journalist, utrikesreporter, redaktör och programledare i radio och TV sedan 1974.
Gunnel Werner var med och startade Kunskapskanalen, där hon var projektredaktör. Hon började som programledare i Öppen Kanal och Kanalen på Sveriges Radio. Därefter var hon under sju år utrikeskorrespondent i Mellanöstern tillsammans med maken Peter Werner. Hon tjänstgjorde som radions stringer i Paris i ett år. Werner arbetade även på Eko-redaktionen och Aftonbladet.
Werner gjorde sig känd för en bredare publik som programledare i TV-program som Sommarnattens skeende, Veckan med Gunnel Werner och Fråga Lund. Hon var styrelseledamot i Svensk Presshistorisk Förening, medlem i Rådet för insyn i försvarsmakten, ordförande i Publicistklubbens södra distrikt och ordförande i den svenska avdelningen av Reportrar utan gränser. Werner var sommarpratare två gånger: 1981 och 1987.